# Râul Bârzăvița, Bârzava
Râul Bârzăvița este un afluent al râului Bârzava. 

## Hărți
- Harta Județului Caraș-Severin
- Harta Munții Aninei [nefuncțională – arhivă]